# Рафизаде, Мансур
Мансур Рафизаде (перс. منصور رفیع‌زاده‎; 14 декабря 1930, Керман – 8 февраля 2018, Мидлтаун, Нью-Йорк) – офицер иранской шахской внешней разведки САВАК, работавший на несколько спецслужб.
В 1987 году Рафизаде издал мемуары «Witness: From the Shah to the Secret Arms Deal: an Insider's Account of U.S. Involvement in Iran».

## Учеба
Рафизаде учился на юридическом факультете Тегеранского университета, затем переехал в США, где учился в Гарвардском и Нью-Йоркском университетах. Рафизаде работал на режим Пехлеви в 1970-х и, возможно, на ЦРУ в начале 1980-х.. Он также работал в Нью-Йорке в представительстве Ирана при ООН. После иранской революции 1979 года дипломаты Исламской Республики Иран заявили, что Рафизаде был агентом тайной полиции шаха САВАК в США, но последний это отрицал. Спустя годы Мансур Рафизаде признался, что он работал на САВАК.

## Служба в САВАК
Мансур Рафизаде прибыл в Нью-Йорк в 1959 году, сначала под видом студента, а затем в качестве атташе миссии Ирана при Организации Объединенных Наций. Судя по всему, первоначально официальные лица США не знали о принадлежности Рафизаде к САВАК. Во внутреннем меморандуме 1962 года политический сотрудник американского посольства в Тегеране описал Рафизаде как аспиранта экономики Нью-Йоркского университета и лидера студенческой организации в Соединенных Штатах, сочувствующих «Партию трудящихся иранского народа» Музаффара Багай. Тем не менее, Рафизаде, несомненно, работал на САВАК, и этот факт ФБР, скорее всего, раскрыло в ходе расследования в апреле 1964 года. В этом качестве Рафизаде наблюдал за оппозиционерами и набирал студентов-информаторов в течение двух десятилетий до краха режима Пехлеви. «По прошествии времени, - вспоминал Рафизаде, - режим оказывал все большее давление на агентов САВАК, чтобы те из первых рук сообщали об антишахских активистах в Соединенных Штатах».
По некоторым данным, Мансур Рафизаде был завербован ЦРУ в 1962 году и возглавил отделение САВАК в Нью-Йорке в 1970-х годах.
Мансур Рафизаде вспоминал, что в 1962 году в Соединенных Штатах было две группы иранцев. Первая группа была настроена против шахского режима. Они считали, что единственный способ восстановить справедливость в Иране - это революция. Вторая группа считала, что справедливость может быть достигнута мирными средствами и при сохранении монархии. Однако, по мнению второй группы, для этого шаху необходимо было обеспечить соблюдение Конституции, разрешить проведение свободных выборов, пресечь коррупцию и инициировать программу социальных реформ. Обе эти группы иранцев привлекли внимание администрации Джона Ф. Кеннеди. В конце концов, непримиримая позиция первой группы побудило администрацию Кеннеди оказать давление на шаха, чтобы оправдать ожидания второй группы. Однако шаху не удалось осуществить конституционные изменения и либерализовать режим. В результате именно революционная группа иранскх студентов к середине 60-х годов стала большинством.
Уже не секрет, что американские спецслужбы помогали агентам шаха шпионить за иранскими студентами в Соединенных Штатах, которые выступали против шахского правления. Во второй половине 1970-х гг. в американских СМИ появились публикации, в которых утверждалось, что судя по документам САВАК, ее агенты регулярно прослушивали телефоны шахских оппонентов, подделывали документы и совершали кражи со взломом для достижения своих целей. В октябре 1976 года в американской прессе просочилась информация, что главным агентом САВАК в США являлся Мансур Рафизаде, который как сам утверждал, являлся иранским атташе в ООН. Рафизаде категорически отрицал какую-либо связь с САВАК.
В руках американского журналиста и колумниста Джека Андерсона оказалась телеграмма, отправленная в ноябре 1976 года в штаб-квартиру ФБР из его нью-йоркского офиса. В нем описывалась предполагаемая угроза в адрес Нассера Афшара, известного иранского диссидента и издателя резко антишашского таблоида под названием «Иранская свободная пресса». В документе ФБР недвусмысленно заявлялось, что «Мансур Рафизаде является главным представителем САВАК в США и иностранным источником связи для офиса ФБР в Нью-Йорке".
Мансур Рафизаде утверждал, что телефон генерала Нассири прослушивался агентами САВАК, подчиняющимися непосредственно шаху.

## Последние годы жизни
В вышеупомянутой книге Рафизаде утверждает, что был директором филиала САВАК в США. Профессор по истории Ближнего Востока и Ирана Калифорнийского университета в Беркли Никки Р. Кедди заявила, что книгу данную нельзя рекомендовать для широкой аудитории, поскольку она «слишком ненадежна, чтобы быть по-настоящему информативной».
В период администрации Рейгана, Мансур Рафизаде предпринимал многочисленные попытки установить контакты с руководством Исламской Республики с целью поставки оружие Ирану в 1981 и 1982 годах.
27 марта 1992 года 51-летняя уроженка Ирана Наре Париваш Малакех Рафизаде (жена Маджида Рафизаде, который имел связи с правительством шаха) была убита на лужайке перед своим домом во Франклин-Лейкс, штат Нью-Джерси, и «The New York Times» сообщила, что Мансур, вероятно, был ее зятем, хотя они не смогли подтвердить это.
После публикации своей книги Мансур больше никогда не возвращался в Иран, обосновавшись в северной части штата Нью-Йорк, где он и его брат Мозафар владели молочной фермой. Позже Мансур открыл завод по розливу воды в Форестпорте (Нью Йорк). Мансур Рафизаде не был женат и умер в 2018 году в возрасте 87 лет.